# Palacio imperial romano de Milán
El palacio imperial romano de Milán fue una residencia imperial construida por el emperador Maximiano cuando Mediolanum (la actual Milán ) se convirtió en la capital del Imperio Romano de Occidente, función que tuvo a partir del 286 d. C. al 402 d. C. En la ocasión Maximiano embelleció la ciudad con varios monumentos, y una parte considerable de la ciudad (la occidental, una ciudad real dentro de la ciudad) se reservó para el palacio imperial y su barrio, que era la residencia del emperador y su corte, y que incluía salas representativas y administrativas, así como balnearios privados, guarniciones militares fijas, lugares privados de culto y zonas residenciales.
Como era habitual, los palacios imperiales romanos disponían de acceso directo al circo, por lo que el emperador podía acudir allí sin salir a la calle. Mediolanum no fue una excepción, ya que se creó un pasaje cubierto y protegido a través del cual el emperador podía acceder al circo romano adyacente de Milán. En los documentos se menciona como palatium o regia el palacio imperial romano de Milán, cuyo distrito tenía una extensión total de 80 000 metros cuadrados. El palacio imperial fue abandonado paulatinamente entre el final de la dominación lombarda y la primera mitad del siglo X, produciéndose su completa demolición antes del final de la citada centuria. A partir de este momento, el palacio imperial de Milán también desaparece de los documentos, aunque su recuerdo se conserva en el nombre de la iglesia de San Giorgio al Palazzo, lugar de culto católico situado en la moderna plaza de San Giorgio al Palazzo, a lo largo del eje de la Via Torino, que data del siglo XII.
La zona del palacio imperial romano de Milán estaba comprendida entre el moderno Corso Magenta, la Via Santa Maria alla Porta, la Via Santa Maria Fulcorina (esta última coincide con el antiguo decumanus maximus) y la Via Torino (el antiguo cardo maximus), entre la Porta Ticinese romana y la Porta Vercellina romana. Los imponentes muros del palacio imperial se han encontrado en las modernas Via Brisa, Piazza Mentana, Via Morigi, Via Sant'Orsola, Via Borromei, Via Gorani y Piazza Borromeo. Principalmente se encontraron cimientos, algunos muros sobre el suelo y partes de suelos decorados. Descubiertos gracias a las excavaciones realizadas entre 1951 y 1962, los restos del palacio en la moderna Via Brisa son fácilmente visibles porque se encuentran en una zona verde al aire libre musealizada. Por otro lado, en la moderna Via Gorani y en la Piazza Borromeo, se han encontrado algunos restos de patios porticados, es decir, el elemento arquitectónico que formaba la base del conjunto arquitectónico del palacio imperial romano de Milán.

## Historia

La antigua Milán romana (Mediolanum) superpuesta a la Milán moderna. El rectángulo más claro del centro, ligeramente a la derecha, representa la moderna Piazza del Duomo, mientras que el moderno Castello Sforzesco se encuentra en la parte superior izquierda, justo fuera de la línea de las murallas romanas de Milán. En el centro, representado en rojo salmón, está el foro romano de Milán, mientras que en verde está el barrio del palacio imperial

En la época imperial la importancia política, económica y estratégico-militar de Mediolanum creció debido a su proximidad con los Limes de la Alta Germania-Recia de Recia y  dejando de ser Roma la única y central administración y defensa del Imperio, como nos cuenta el propio Tácito en el año 69, Desde el punto de vista administrativo, la antigua Mediolanum formaba parte de la Regio XI Transpadana (una de las regiones de la Italia augusta, creada en el año 9 d. C.) de la que era capital. Por lo tanto, las oficinas administrativas de esta regio de Augusto se encontraban en Mediolanum.

"En Mediolanum todo es digno de admiración, hay grandes riquezas y numerosas casas nobles. [...] La ciudad ha crecido y está rodeada por un doble círculo de murallas. Está el circo, donde el pueblo disfruta de los espectáculos, el teatro con sus gradas en forma de cuña, los templos, la fortaleza del palacio imperial, la ceca, el barrio que lleva el nombre de los baños hercúleos. Los patios con columnas están adornados con estatuas de mármol y las murallas están rodeadas de terraplenes fortificados. Sus edificios son uno más imponente que el otro, como si fueran rivales, y ni siquiera su proximidad a Roma disminuye su grandeza".
(Ausonio, Ordo urbium nobilium, VII.)

En el siglo siguiente, las recurrentes invasiones bárbaras destacaron su calidad como avanzada de defensa. Los alamanes, que habían atravesado el limes germano-rético y cruzado el paso del Brennero, habían ido a Italia, donde fueron interceptados y vencidos por los ejércitos del emperador Galieno en la batalla de Milán. Precisamente después de esta victoria, Galieno, dándose cuenta de que era imposible proteger todas las provincias del Imperio al mismo tiempo a lo largo de una línea estática de hombres posicionados cerca de la frontera, decidió entre 264 y 268. crear una "reserva estratégica" central, posicionando esta unidad precisamente en Mediolanum, la base ideal para la nueva "fuerza de intervención rápida", un punto estratégico equidistante de Roma y de los cercanos limes romanos del norte de Recia y Norico.
Cuando Diocleciano decidió dividir el Imperio Romano en dos, eligió para sí el Imperio Romano de Oriente, con Nicomedia como capital, mientras que su "colega" Maximiano se colocó a la cabeza del Imperio Romano de Occidente, eligiendo como residencia y capital Mediolanum. ( 286 d. C. )  En esta ocasión se cambió el nombre de la ciudad a Aurelia Augusta Mediolanum. Ambos emperadores entraron triunfalmente en Mediolanum en un carro, con Diocleciano que se reservó el sobrenombre de Giovio (de ahí el nombre de la romana Porta Giovia ) y Maximiano el de Erculeo (de ahí el nombre de Porta Erculea). También sabemos que en el invierno entre 288 y 289, según relata el panegirista Claudio Mamertino, los dos Augusti se reunieron de nuevo en Mediolanum, probablemente en el palacio imperial romano de Milán, que se había construido entretanto para dotar a Maximiano de un complejo arquitectónico en el que pudiera instalar la corte imperial y las oficinas para administrar el Imperio Romano de Occidente. Todo el palacio estaba calentado. El palacio fue remodelado en el siglo IV con la mejora del sistema de calefacción, la renovación de la decoración y la ampliación de algunas salas.

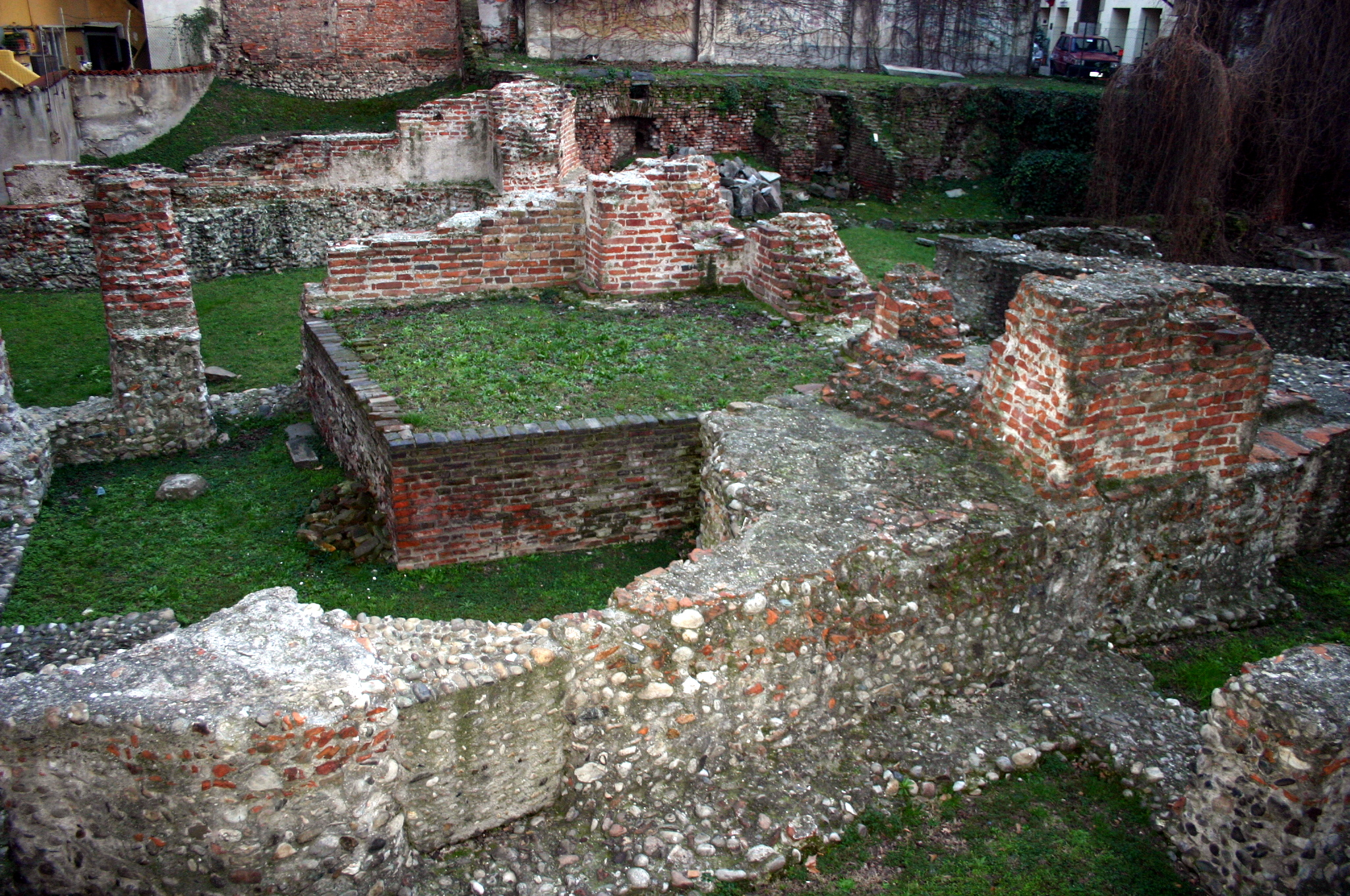
Los restos del palacio imperial de Mediolanum en la moderna Via Brisa, de la época del emperador Maximiano, que se encuentran en una zona verde convertida en museo

Maximiano embelleció la ciudad con varios monumentos. Una parte considerable de la ciudad (la parte occidental, una verdadera ciudad dentro de la ciudad) estaba reservada al palacio imperial y su barrio, que era la residencia del emperador y su corte, y que incluía salas de representación y administrativas, así como baños privados, guarniciones militares fijas, lugares de culto privados y zonas residenciales. Los baños eran de tamaño reducido, por lo que estaban destinados a un número limitado de personas. Como era habitual, los palacios imperiales romanos tenían acceso directo al circo, de modo que el emperador podía acudir a él sin salir a la calle. Mediolanum no fue una excepción, ya que se creó un pasillo cubierto y protegido a través del cual el emperador podía acceder al adyacente circo romano de Milán. No lejos del palacio imperial, y fuera de las murallas romanas de Milán, se construyeron también el mausoleo imperial de San Vittore al Corpo y, quizá gracias a la iniciativa imperial, la basílica palatina, hoy conocida como basílica de San Lorenzo. Tal vez el nombre de la moderna plaza Vetra también esté relacionado con el palacio imperial: puede derivar de Castra vetera, una referencia a la guarnición de soldados, cerca de la Porta Ticinese romana, que custodiaba el palacio imperial romano de Milán. En Mediolanum, en el año 313, el emperador Constantino promulgó el Edicto de Milán. Mediolanum siguió siendo la capital del Imperio Romano de Occidente hasta el año 402 d. C., cuando la corte imperial se trasladó a Rávena, por considerarla más defendible y mejor comunicada con Constantinopla. El emperador tomó esta decisión tras el asedio de Milán en 402, obra de Alarico, rey de los visigodos.

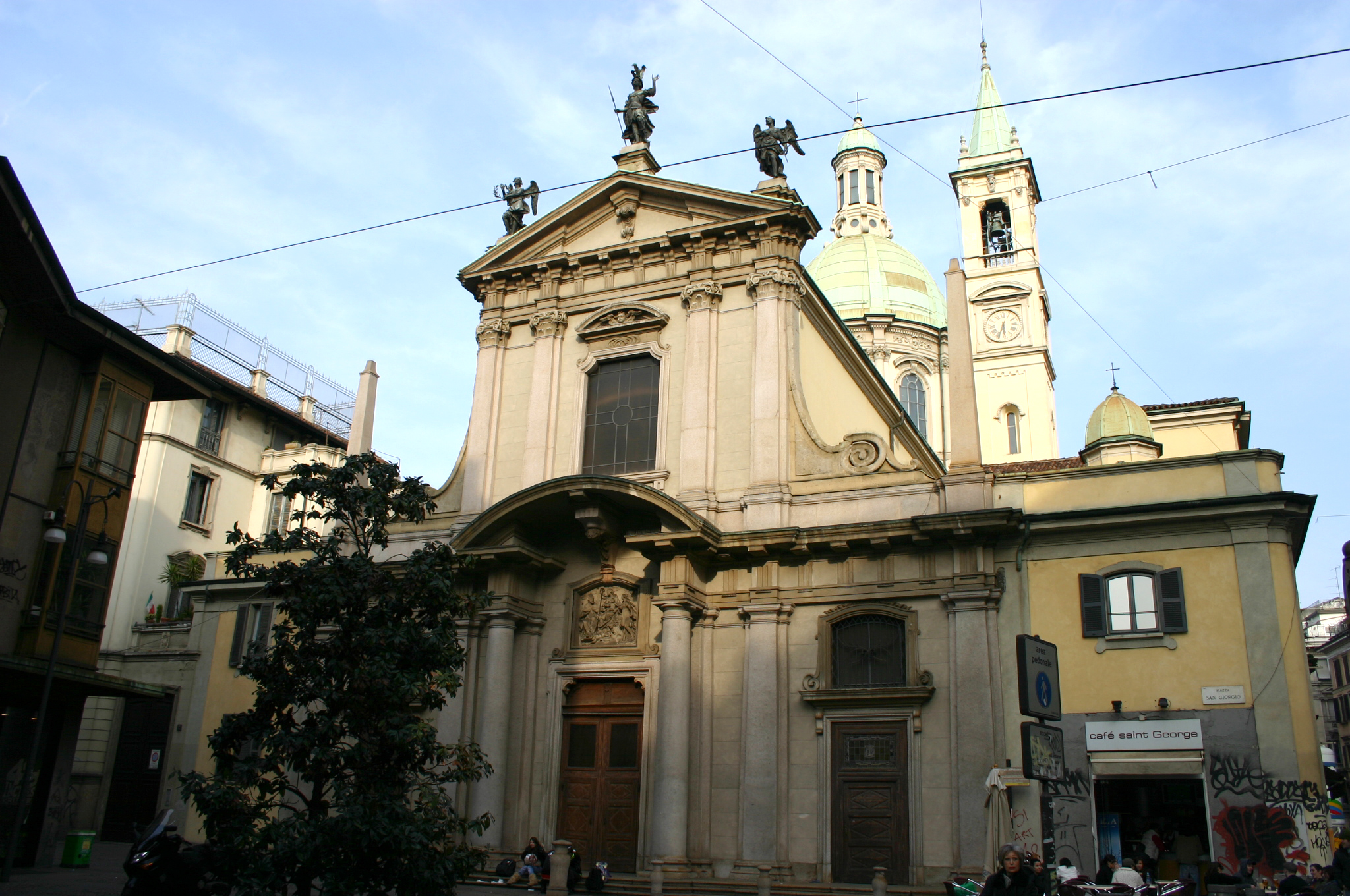
La iglesia de San Giorgio al Palazzo, ubicada en Milán en Piazza San Giorgio al Palazzo, a lo largo del eje de Via Torino, y que recuerda, en su nombre, la antigua presencia, cerca de ella, del palacio imperial romano en Milán.

Incluso después de que la capital se trasladara de Mediolanum a Rávena, el palacio imperial romano de Milán siguió siendo acreditado como un importante lugar de poder. Tras el asedio de Milán en 452 por Atila, el rey huno ordenó la sustitución de un fresco en las paredes interiores del palacio que representaba la victoria de los romanos sobre los escitas por una pintura que mostraba su propia victoria sobre el ejército romano. Durante la dominación bizantina, el palacio nunca se menciona en los documentos, mientras que los lombardos utilizaron algunas de las instalaciones, aunque parte del palacio comenzó a ser abandonado en esta época. Como prueba de la pérdida de importancia del palacio, Adaloaldo, hijo de Agilulfo y Teodolinda, fue coronado rey de los lombardos y rey de Italia en el año 604 en una ceremonia que tuvo lugar en el circo romano de Milán y no en el palacio imperial de Milán. El palacio imperial fue abandonado paulatinamente entre el final de la dominación lombarda y la primera mitad del siglo X, produciéndose su completa demolición antes del final del siglo mencionado: a partir de este momento, el palacio imperial de Milán también desaparece de los documentos, aunque su recuerdo se conserva en el nombre de la iglesia de San Giorgio al Palazzo, lugar de culto católico situado en la moderna plaza de San Giorgio al Palazzo, en el eje de la Via Torino, que data del siglo XII.
En los documentos, el palacio imperial romano de Milán, cuyo distrito tenía una extensión total de 80 000 metros cuadrados, se menciona como palatium o regia.  Los documentos lo mencionan en referencia a hechos históricos como el citado encuentro entre Maximiano y Diocleciano, y otros hechos ocurridos en palacio como el lanzamiento de los zapatos de Constancio Galo a los pies de Constancio II, hecho relatado por Ammiano Marcellino en su la obra Historiae, y el discurso, denominado III Relatio, pronunciado por la delegación senatorial de Quinto Aurelio Simmaco en la sala del consejo de palacio en presencia del emperador Valentiniano II y su madre Justina, donde se constata la pervivencia de las antiguas religiones, que habían sido dejadas de lado en favor del cristianismo. El palacio imperial romano de Milán es mencionado por San Ambrosio en sus crónicas, quien lo menciona porque lo recorría en su recorrido diario para ir a la basílica de San Ambrosio, en la época conocida con el nombre paleocristiano de basílica martyrum. Famosa es la descripción de Mediolanum dada por Ausonio en su obra Ordo urbium nobilium, donde menciona el circo, el teatro, los baños, la ceca y el palacio imperial de Milán, aquí llamado Palatinae arces ("fortaleza palatina") con una referencia a los palacios imperiales de la Colina Palatina en Roma para subrayar su importancia

## El edificio

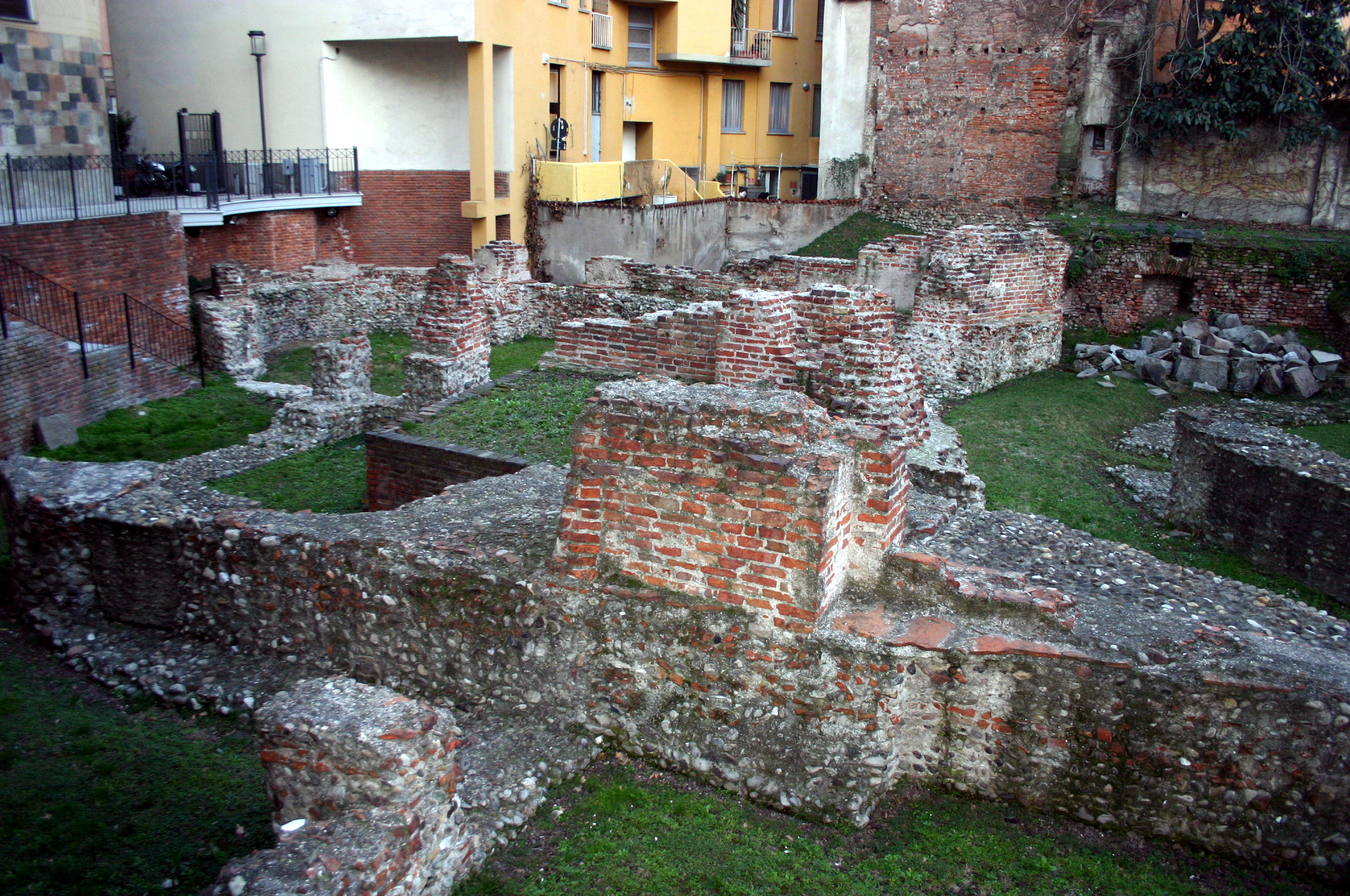
Los restos del palacio imperial de Mediolanum que se encuentran en la moderna Via Brisa, de la época del emperador Maximiano, que se encuentran en una zona verde del museo.

Para construir el palacio imperial romano en Milán, se eligió un área de Mediolanum que se caracterizaba por la presencia de viviendas de lujo. Como ya se ha dicho, el circo romano de Milán se construyó junto al palacio imperial, replanteando el esquema palacio-circo imperial tan frecuente en las ciudades imperiales sede de la corte imperial. Más precisamente, el circo y el palacio imperial de Milán estaban ubicados en el distrito oeste de Mediolanum, entre la romana Porta Ticinese y la romana Porta Vercellina. En particular, el palacio imperial se incluyó entre el moderno corso Magenta, vía Santa Maria alla Porta, vía Santa Maria Fulcorina (esta última coincidiendo con el antiguo decumano massimo ) y vía Torino (el antiguo cardo massimo ).
La vía moderna de Torino, con la construcción del palacio imperial, se convirtió en el nuevo máximo decumanus ya que ahora conectaba el palacio, el centro político y administrativo de la ciudad, con el Palacio Arzobispal, que estaba ubicado donde ahora se encuentra la moderna Piazza del Duomo y que representaba el centro religioso de la ciudad. La posición y extensión del conjunto arquitectónico del palacio imperial han sido reconstruidas sobre la base de investigaciones arqueológicas e indicaciones topográficas y toponímicas.
El palacio imperial romano en Milán sirvió como residencia oficial del emperador, su corte y sus guardias, así como la función de sede administrativa principal del Imperio Romano Occidental. El palacio constaba de varios patios porticados convenientemente conectados que daban acceso a espacios públicos y privados. La entrada al edificio, ubicada a lo largo de la moderna Via Santa Maria alla Porta, constaba de un gran vestíbulo que daba acceso a una sala absidal. Las secciones del edificio destinadas a funciones representativas se caracterizaban por salas más amplias y dotadas de ábsides, a menudo con pisos elevados, dada la posible presencia del emperador en traje oficial. Parte del palacio estaba destinado a la familia imperial. Las paredes del palacio estaban cubiertas de frescos, entre los que destacaban los que celebraban las victorias militares de los emperadores romanos.

## Restos

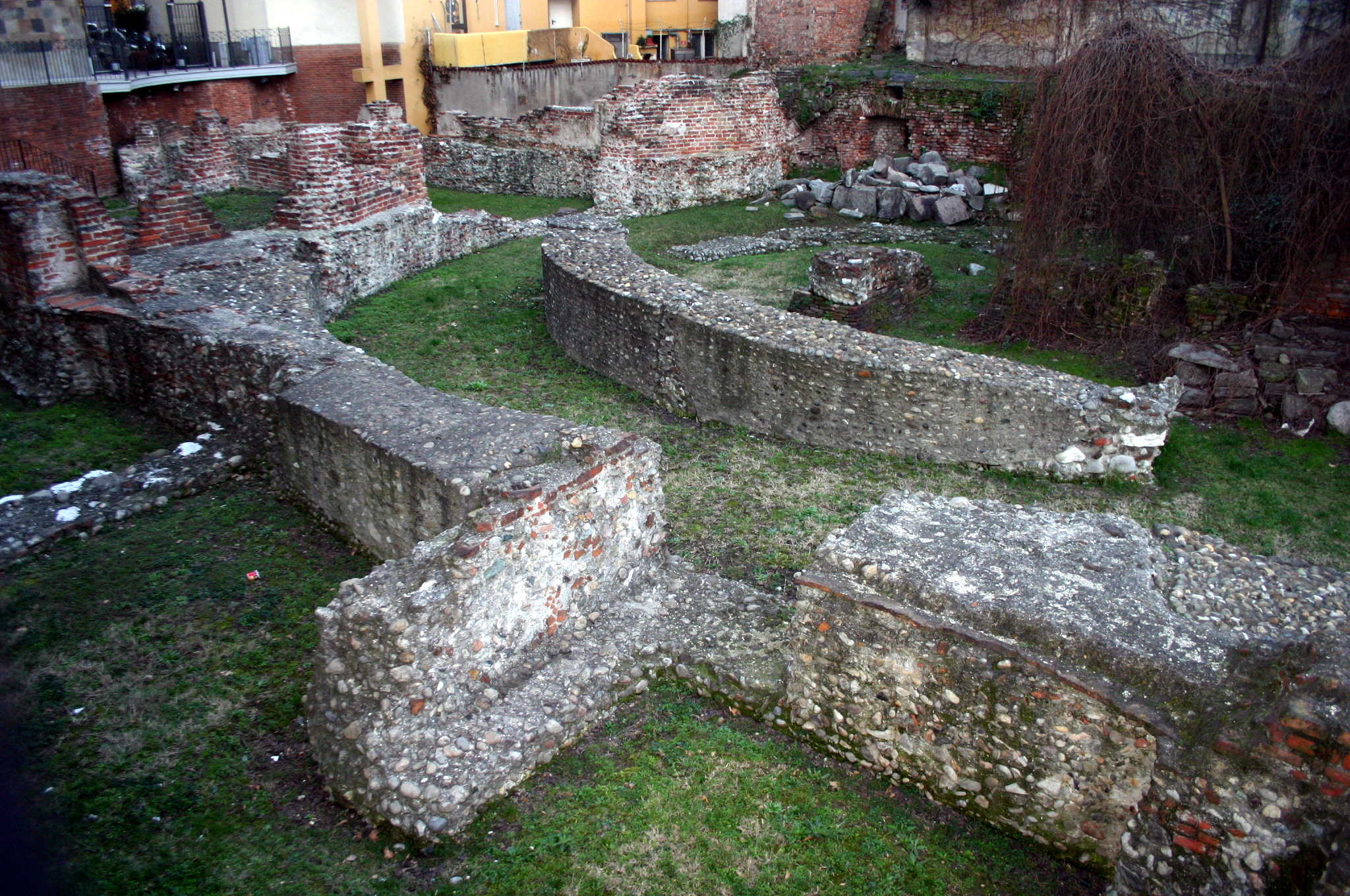
Los restos del palacio imperial de Mediolanum que se encuentran en la moderna Via Brisa, de la época del emperador Maximiano, que se encuentran en una zona verde del museo.

Las imponentes murallas del palacio imperial romano de Milán se encontraban en las modernas Via Brisa, Piazza Mentana, Via Morigi, Via Sant'Orsola, Via Borromei, Via Gorani y Piazza Borromeo. Principalmente se encontraron cimientos, algunos muros sobre el suelo y partes de suelos decorados. En el interior del palacio había termas, cuyos restos han salido a la luz en la calle Santa Maria della Valle (no lejos de la calle Bagnera), cerca de la iglesia de San Giorgio al Palazzo (llamada baniaria en un documento de 1025), donde Landolfo Seniore recordaba que en la Edad Media había una estructura termal similar y posterior.
En los restos presentes en la moderna Via Brisa, cuya extensión total es 2 160 metros cuadrados, es posible reconocer las estructuras de cimentación, hoy al aire libre, de una planta termal que parece referirse al núcleo más septentrional del Palacio, sector destinado a la representación, donde el emperador recibía a los dignatarios extranjeros, príncipes o reyes que venían a visitarlo. También se ha planteado la hipótesis de que el edificio de la moderna Via Brisa originalmente daba a una gran exedra de hemiciclo, que a su vez daba a la carretera que discurría junto al cercano circo romano de Milán, al oeste del palacio.

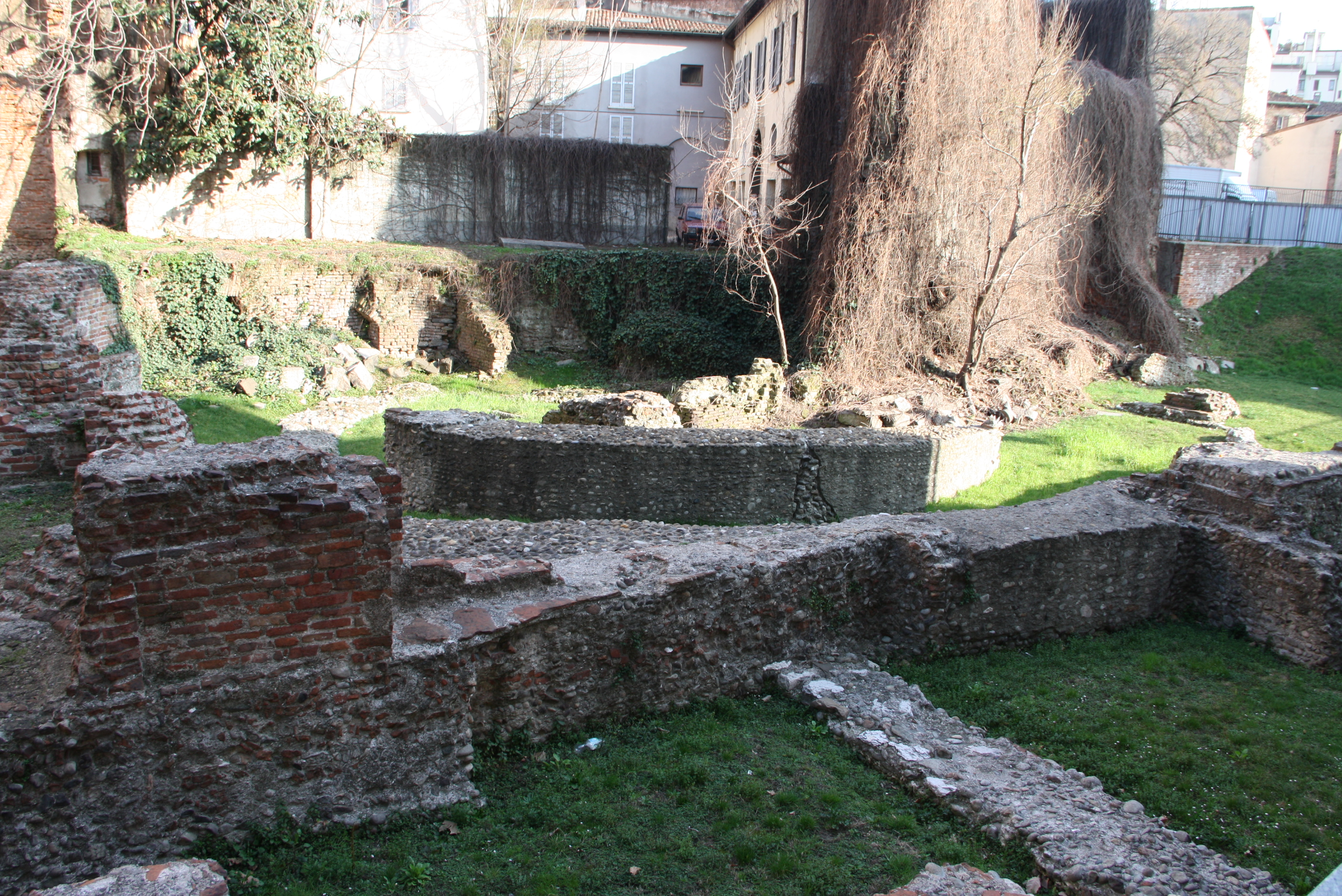
Los restos del palacio imperial de Mediolanum que se encuentran en la moderna Via Brisa, de la época del emperador Maximiano, que se encuentran en una zona verde del museo.

Descubiertos durante las excavaciones realizadas entre 1951 y 1962, los restos del palacio en la moderna Via Brisa son fácilmente visibles porque se encuentran en una zona verde de museo al aire libre. Concretamente, en la moderna Via Brisa, se encuentran los restos de la parte del palacio que en su día se utilizó para la representación. Estas habitaciones eran en su mayoría absidales, como lo demuestra la forma curvilínea de muchos restos de secciones de muros. En la moderna calle Brisa se conservan los restos de algunos cimientos del entresuelo del conjunto arquitectónico, la sala central del palacio (con un diámetro de 20,70 metros) en la que confluían las demás estancias, antaño marcada por una imponente columnata, así como los restos de la sala en la que se recibía a los invitados y algunas estancias más pequeñas, la mayoría de ellas absidales. En la moderna Via Brisa también se encontraron restos del sistema de calefacción y del sistema de drenaje de agua del palacio, así como fragmentos de losas de mármol griego que antaño cubrían las paredes, fragmentos de serpentina, pórfido y yeso pintado.
En la moderna Via Gorani y en la Piazza Borromeo se han encontrado restos de patios porticados, es decir, el elemento arquitectónico que constituía la base del conjunto arquitectónico del palacio imperial romano de Milán. En la moderna Via Gorani 4, en particular, se han encontrado los restos de varias habitaciones, en su mayoría absidales, que pertenecían a la parte noroeste del palacio. En concreto, se ha encontrado una sala en la que se encontraba una de las cámaras de combustión utilizadas para calentar el palacio, dos domus que datan de un periodo comprendido entre los siglos I y III y que posteriormente fueron demolidas e incorporadas al futuro palacio, dos salas de recepción que en su día estuvieron ricamente decoradas (en una de ellas también se encontró un mosaico que pertenecía al suelo), un muro y la base de una columna del peristilo, otra sala de recepción con un suelo cubierto por un mosaico, del que se han encontrado restos, así como algunas monedas, entre ellas una que data del emperador Maximiano y otra del emperador Constancio II. El sitio en la moderna Via Gorani 4 es parcialmente accesible al público.
También pertenece al edificio la Columna del Diablo, una columna romana ubicada en la Piazza Sant'Ambrogio en Milán frente a la Basílica de Sant'Ambrogio, que también se conoce como la "columna imperial".

## Mapa detallado de Mediolanum

Mapa de la antigua Milán romana (Mediolanum) (siglos III-V) que indica las murallas y puertas romanas de Milán, el foro romano de Milán, el teatro romano de Milán, el anfiteatro romano de Milán, el circo romano de Milán, la zona del palacio imperial romano de Milán (en rosa más claro), la ceca romana de Milán, las termas de Erculee, el mausoleo imperial de Milán, la Via Porticata con el arco triunfal, los depósitos de alimentos romanos de Milán (lat. .horrea), el puerto fluvial romano de Milán, los castillos romanos de Milán y las basílicas paleocristianas de Milán